# Michel Gandoger
Jean Michel Gandoger ( Arnas, 1850 - ibíd. 1926) fue abate, médico y botánico francés.
Hijo de un rico propietario de viñedos en Beaujolais, estudia medicina y aprende y conoce nueve idiomas. A la edad de 26 años recibe las órdenes sagradas. Deviene especialista del género Rosa (especies gandogienes). Consagró toda su vida al estudio de la botánica. Comenzó muy joven un herbario enriqueciéndolo continuamente y con aportes de herbarios de otros botánicos. Fue explorador en particular de la cuenca del Mediterráneo, trayendo especímenes de Creta, España, Portugal, Argelia.
Su herbario se conserva, casi intacto a excepción de algunas, en la Facultad de Ciencias de Lyon.
El abate Jean Baptiste Charbonnel publicó una noticia necrológica en el Boletín de la Société Botanique de France (1927, tomo 74, 3-11) que trae la lista de sus numerosas publicaciones (Nétien, 1993).

## Publicaciones
- 1875 – Flore lyonnaise et des départements du sud-est, comprenant l'analyse des plantes spontanées et des plantes cultivées comme industrielles ou ornementales. París, Lyon (Lecoffre fils & Cia). [I]-VII, [I]-LIV, [1]-322
- 1882 – Revue du genre Polygonum. París, F. Savy : [1]-66
- 1883-1891 – Flora europaea en 27 vols.
- 1884 – Herborisations dans les Pyrénées. París, F. Savy, Londres, R. Quaritch, Berlín, Friedland : 74 pp.
- Monographie mondiale des Crucifères en 3 vols. (25.000 especies)

## Honores

### Epónimos
- (Apiaceae) Mulinum gandogeri M.Hiroe[1]
- (Araceae) Anthurium gandogeri Sodiro in Gand.[2]
- (Asteraceae) Hieracium gandogeri (Zahn) Zahn[3]
- (Asteraceae) Sonchus gandogeri Pit.[4]
- (Cistaceae) Halimium gandogeri Janch.[5]
- (Cyperaceae) Carex gandogeri H.Lév. ex Gand.[6]
- (Fabaceae) Anthyllis gandogeri Sagorski[7]
- (Poaceae) Brachypodium gandogeri Hack. ex Gand.[8]
- (Poaceae) Nardurus gandogeri Gredilla [9]
- (Poaceae) Poa gandogeri Fedde[10]
- (Proteaceae) Leucadendron gandogeri Schinz ex Gand.[11][12]

## Fuente
- François Pellegrin. 1954. Un siglo de la Sociedad de Botánica de Francia. Boletín de la Société Botanique de France, suplemento al N.º 101 : 17-46